# 铁清镇
铁清镇，是中华人民共和国四川省宜宾市江安县下辖的一个乡镇级行政单位。

## 行政区划
铁清镇下辖以下地区：
铁清社区、白鹤村、三界村、石道村、花朝村、洞口村、利水村、三合村、犀牛村、杨狮村、玉泉村、龙光村、回龙村、集体村、新庙村、五通村、七柱村、翻身村、土内子村、新柳村、田坝村、道祝村和高湾村。